# Eduard Grüneisen
Eduard Grüneisen (Giebichenstein, Halle an der Saale, 26 de maio de 1877 — Marburg, 5 de abril de 1949) foi um físico alemão.
Publicou trabalhos sobre a medição da velocidade do som e sobre física da matéria condensada, tendo sido coeditor do Annalen der Physik.
Grüneisen mostrou que o quociente α/cp entre o coeficiente de dilatação térmica α e o calor específico cp independe da temperatura (regra de Grüneisen).
Participou da 2ª Conferência de Solvay, em 1913.